# Oud-Oostenrijkers
Oud-Oostenrijkers (Duits: Altösterreicher) is een vaak gebruikte benaming voor een deel van de Duitstalige bevolking in de nieuwe staten, die uit de dubbelmonarchie Oostenrijk-Hongarije ontstonden. Oud-Oostenrijkers waren de Duitstalige ambtenaren en middenstanders in de steden van de monarchie en hun kinderen. Met Oud-Oostenrijkers worden niet de nakomelingen van Duitse kolonisten uit de middeleeuwen of de 17e en 18e eeuw bedoeld, zoals deze in alle Centraal-Europese landen te vinden waren. 